# 죠리퐁
죠리퐁은 1972년에 출시된 크라운제과의 과자이다. 튀겨낸 밀쌀에 당액을 입힌 과자로, 크라운제과 기술진이 뻥튀기에서 제품 생성 원리에서 착안해서 만들었다. 대한민국 및 중화인민공화국 등의 나라에서 판매되고 있다.

## 죠리퐁에 대한 뒷이야기

### 죠리퐁 괴담
죠리퐁 괴담은 대한민국 여성부가 죠리퐁이 여성의 성기를 닮았다고 판매 금지를 주장했다는 소문이다. 이 소문은 흔히 ‘정부 기관 중에서 여성부는 쓸데없는 일이나 벌이는 곳이다’라고 주장하는 데 인용한다. 여성부 창설 이전에도 천리안, 나우누리 통신을 중심으로 YWCA 등 여성 단체에서 죠리퐁 판매 금지 청원을 했다는 괴담 등 비슷한 소문이 돌았다. 그러나, YWCA 등도 실제로 이런 주장을 한 적이 없다.
이에 대해 여성부 박운석 홍보팀장은 “조리퐁과 소나타3 등과 관련한 소문은 전혀 사실 무근”이라며 “여성가족부에 대해 반감을 가지는 누리꾼 가운데 일부가 사실을 왜곡한 듯하다”고 말했다
여성부, 혹은 YWCA가 ‘테트리스는 성행위를 연상시키므로 금지시켜야 한다’, ’쏘나타 III 전조등 모양이 남성 성기와 비슷하므로 판매를 금지해야 한다’는 주장을 했다는 소문도 죠리퐁 루머와 자주 연관된다. 테트리스와 쏘나타 이야기도 실제로 그런 주장을 했다는 증거를 찾기 힘들다.

### 죠리퐁 개수 세기
죠리퐁 개수 세기는 죠리퐁 한 봉지에 들어있는 과자의 실제 개수를 세어보는 놀이이다. 2001년, '신해철의 고스트스테이션'이라는 라디오에서 청취자의 사연을 시작으로 한 봉지에 들어있는 죠리퐁의 개수를 일일이 세는 것에서 시작된 이후로 이 글에 대한 관련글이 기하급수적으로 작성되고 다른 사이트로 퍼지면서 크게 유행하게 되었다. 이에 영향을 받아 고래밥에 들어있는 과자의 종류나 콘택 600에 들어있는 알갱이의 개수를 세었다는 글을 올리는 사람도 있었다. 한글 유즈넷 그룹인 han.rec.humor에 다음과 같은 글을 올렸다.
단기사병: 조리퐁의 평균 개수는 1,647개이다.
한편, 죠리퐁랜드에 따르면 죠리퐁 한 봉지에 들어있는 과자 알맹이 개수는 평균 약 1393알이다.

## 갤러리

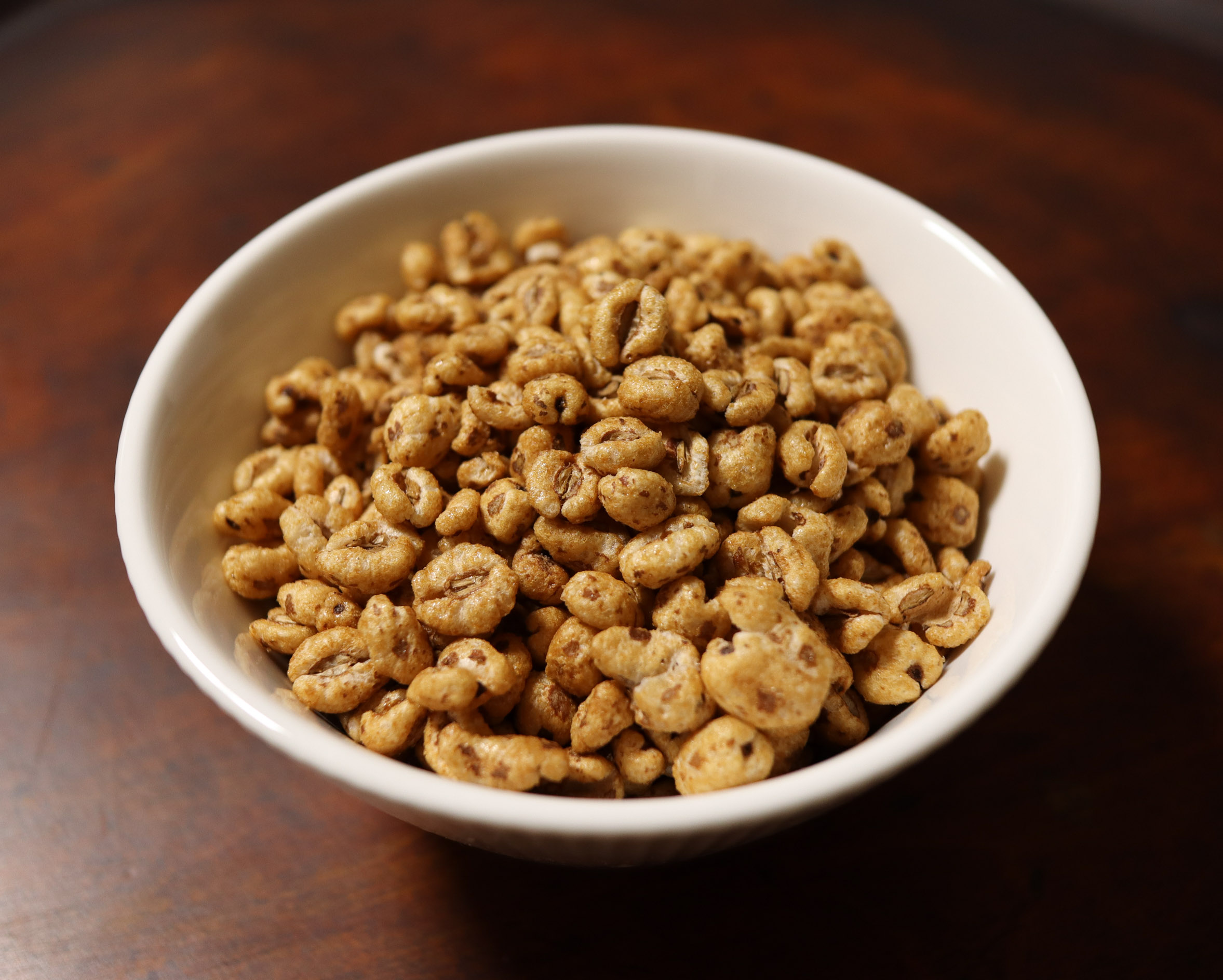
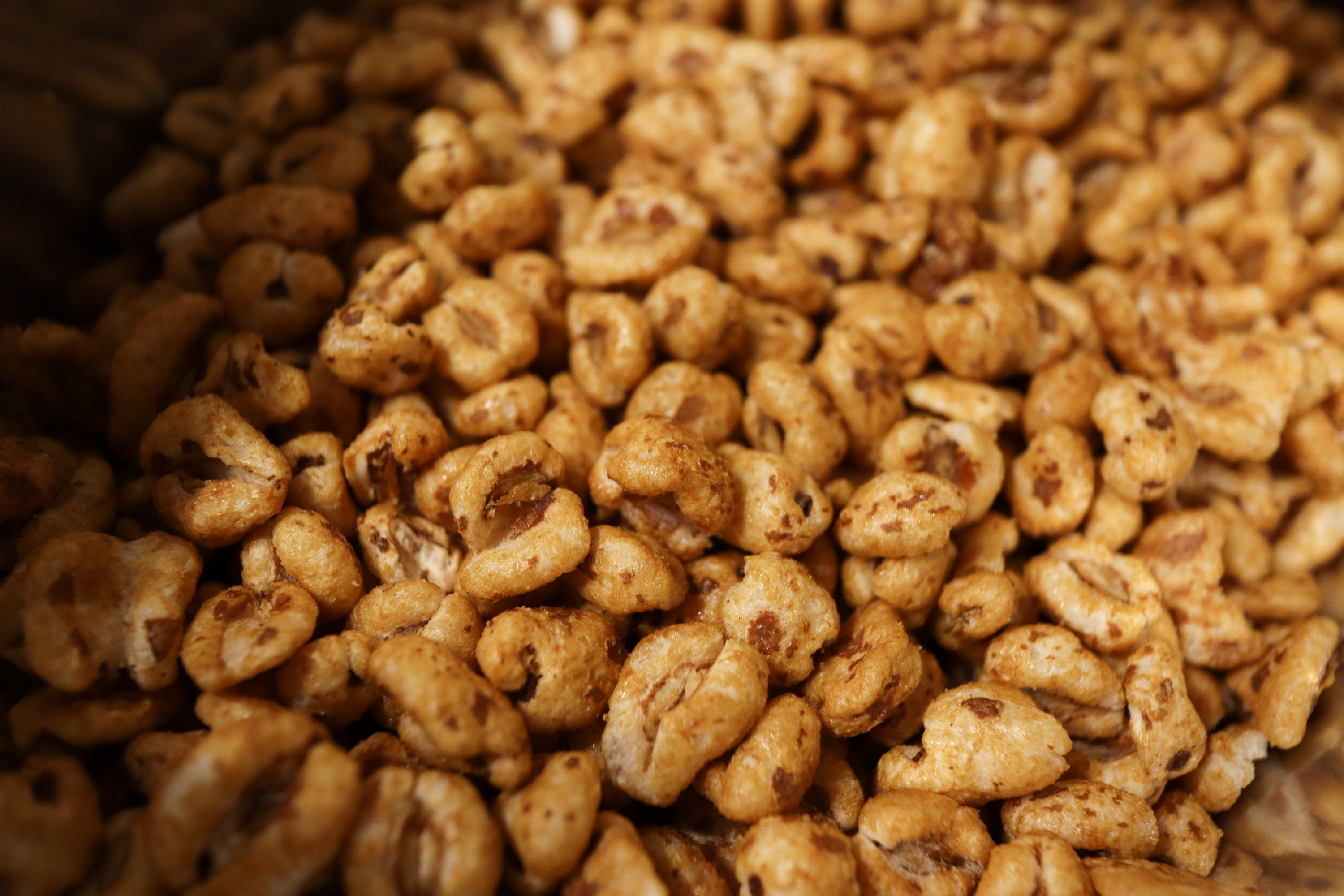